# Bulbithecium hyalosporum
Bulbithecium hyalosporum är en svampart som beskrevs av Udagawa & T. Muroi 1990. Bulbithecium hyalosporum ingår i släktet Bulbithecium och familjen Bionectriaceae.   Inga underarter finns listade i Catalogue of Life.